# Хронологија Народноослободилачке борбе новембар 1942.
Хронолошки преглед важнијих догађаја везаних за Народноослободилачку борбу народа Југославије, који су се десили током новембра месеца 1942. године:
| ← октобар | ← октобар | ← октобар | ← октобар | ← октобар | ← октобар | ← октобар | ← октобар | ← октобар | Хронологија Народноослободилачке борбе у 1942. | Хронологија Народноослободилачке борбе у 1942. | Хронологија Народноослободилачке борбе у 1942. | Хронологија Народноослободилачке борбе у 1942. | Хронологија Народноослободилачке борбе у 1942. | Хронологија Народноослободилачке борбе у 1942. | Хронологија Народноослободилачке борбе у 1942. | Хронологија Народноослободилачке борбе у 1942. | Хронологија Народноослободилачке борбе у 1942. | Хронологија Народноослободилачке борбе у 1942. | Хронологија Народноослободилачке борбе у 1942. | Хронологија Народноослободилачке борбе у 1942. | Хронологија Народноослободилачке борбе у 1942. | Хронологија Народноослободилачке борбе у 1942. | Хронологија Народноослободилачке борбе у 1942. | децембар → | децембар → | децембар → | децембар → | децембар → | децембар → | децембар → |
| 1         | 2         | 3         | 4         | 5         | 6         | 7         | 8         | 9         | 10                                             | 11                                             | 12                                             | 13                                             | 14                                             | 15                                             | 16                                             | 17                                             | 18                                             | 19                                             | 20                                             | 21                                             | 22                                             | 23                                             | 24                                             | 25         | 26         | 27         | 28         | 29         | 30         | 31         |

### 1. новембар
- У Оштрељу, код Босанског Петровца Врховни команданта НОП и ДВЈ Јосип Броз Тито издао наредбу о формирању Народноослободилачке војске Југославије (НОВЈ) као редовне армије. Стварањем дивизија, а касније и корпуса оружана снага Народноослободилачког покрета (НОП) постала је још покретнија и снажнија, а нови начин командовања, који је укључивао већу самосталност штабова, омогућило јој је извођење много већих и сложенијих операција. Истог дана Врховни командант НОВ и ПОЈ је донео одлуку о формирању првих дивизија НОВЈ. у складу са овом променом Врховни штаб НОП и ДВЈ је 20. новембра променио назив у Врховни штаб Народноослободилачке војске и партизанских одреда Југославије.[1][2][3]
- Наредбом Врховног команданта НОВ и ПОЈ формирана је у Босанском Петровцу Прва пролетерска дивизија, у чији су састав ушле — Прва пролетерска ударна бригада, Трећа пролетерска санџачка ударна бригада и Трећа крајишка ударна бригада. За команданта дивизије је био именован Коча Поповић, а за политичког комесара Филип Кљајић Фића.[1][4]
- Наредбом Врховног команданта НОВ и ПОЈ формирана је у Тичеву, код Босанског Грахова Друга пролетерска дивизија, у чији су састав ушле — Друга пролетерска ударна бригада, Четврта пролетерска црногорска ударна бригада и Друга далматинска пролетерска бригада. За команданта дивизије је био именован Пеко Дапчевић, а за политичког комесара Митар Бакић.[1][4]

### 2. новембар
- По одлуци Врховног штаба НОВ и ПОЈ Оперативни штаб НОП и ДВ за Босанску крајину, са својих шест бригада — Прва, Друга, Трећа, Четврта, Пета и Шеста крајишка и три бригаде Прве оперативне зоне Хрватске — Друга личка, Четврта кордунашка и Осма банијска отпочео Бихаћку операцију која је имала за циљ — уништење непријатељских упоришта између река Уне и Коране и спајање ослобођене територије у Босанској и Книнској крајини. Операција је трајала 15 дана и изведена је у две етапе — од 2. до 4. новембра ослобођењем Бихаћа и од 5. до 15. новембра ослобођењем Босанске Крупе, Цазина, Велике Кладуше, Цетинграда, Врнограча и Слуња.[5]

### 4. новембар
- Након дводневних борби, пет партизанских бригада, под командом Оперативног штаба НОП и ДВ за Босанску крајину ослободило Бихаћ и уништило два батаљона усташке Четврте бригаде и делове домобранског Другог и 12. пешадијског пука. Заузимање града знатно је олакшано заузимањем моста на Уни од стране бораца Првог батаљона Друге крајишке бригаде. У току борби за ослобођење града, 3. новембра је погинуо командант Прве чете Првог батаљона Прве крајишке бригаде Миле Тубић (1919—1942), народни херој. За јуначко држање у борбама за ослобођење града Врховни командант НОВ и ПОЈ Јосип Броз Тито је похвалио све бригаде које су учествовале у операцији, а посебно команданта Првог батаљона Друге крајишке бригаде Ранка Шипку. Ослобођењем Бихаћа он је постао центар ослободилачке борбе у Југославији, као највећи град на слободној територији тзв „Бихаћкој републици” која је обухватала Босанку крајину, Лику, Кордун и Банију. Овде су била одржани први конгреси Антифашистичког већа народног ослобођења Југославије, Антифашистичког фронта жена и Уједињеног савеза антифашистичке омладине Југославије.[5][6]
- У Павлишу, код Вршца опкољени у борби против снага Банатске државне страже и једне мање јединице из Седме СС дивизије „Принце Еуген” погинули Жарко Зрењанин (1902—1942), секретар Покрајинског комитета КПЈ за Војводину и члан Централног комитета КПЈ и Страхиња Стефановић, секретар Окружног комитета КПЈ за јужни Банат. Они су били потказани Гестапоу који је опколио кућу у којој су се налазили. Године 1944. Жарко Зрењанин је проглашен за народног хероја, а од 1946. у његову част град Зрењанин носи његово презиме.[7]
- У току ноћи 4/5. новембра, у близини Сремске Раче, Шеста источнобосанска бригада и Трећи сремски партизански одред се преко Саве пребацили у источну Босну. Прелазак бригаде и сремских партизана у Босну имао је велики војно-политички значај у повезивању партизана Срема и источне Босне, као и даљег развоја Народноослободилачке борбе у овим крајевима.[5][8][9][10]

### 7. новембар
- У Босанском Петровцу поводом годишњице Велике октобарске социјалистичке револуције Врховни командант НОВ и ПОЈ Јосип Броз Тито је извршио смотру Прве пролетерске ударне бригаде и у име ЦК КПЈ предао њеном команданту Данилу Лекићу Шпанцу бригадну заставу. Застава је потом предата првом заставнику бригаде Воји Радићу, заменику команданта Трећег крагујевачког батаљона. Након смотре бригаде Тито је одржао говор борцима.[1]
- У селу Горњи Сјеничак, код Вргинмоста, по наређењу Главног штаба НОВ и ПО Хрватске формирана је Тринаеста хрватска ударна бригада. У састав бригаде су ушли борци из Првог пролетерског батаљона Хрватске и Жумберско-покупског НОП одреда. На дан формирања бригада је имала три батаљона, са око 600 бораца. Командни састав бригаде су чинили — Раде Булат командант и Божо Спачек политички комесар. Бригада је најпре носила име Јосипа Краша, а након проглашења за пролетерску 11. децембра 1942. је понела име Раде Кончара. За заслуге у току Народноослободилачког рата бригада је одликована Орденом народног хероја.[11][6]

### 9. новембар
- Наредбом Врховног команданта НОВ и ПОЈ формирана је у Тичеву, код Босанског Грахова Трећа ударна дивизија, у чији су састав ушле — Пета пролетерска црногорска ударна бригада, Десета херцеговачка ударна бригада и Прва далматинска ударна бригада. За команданта дивизије је био именован Перо Ћетковић, а за политичког комесара Радомир Бабић.[1][12]
- Наредбом Врховног команданта НОВ и ПОЈ формирана је у Гламочком пољу Четврта крајишка дивизија, у чији су састав ушле — Друга крајишка ударна бригада, Пета крајишка ударна бригада и Шеста крајишка ударна бригада. За команданта дивизије је био именован Јосип Мажар Шоша, а за политичког комесара Милинко Кушић.[1][13]
- Наредбом Врховног команданта НОВ и ПОЈ формирана је у Гламочком пољу Пета крајишка дивизија, у чији су састав ушле — Прва крајишка ударна бригада, Четврта крајишка ударна бригада и Седма крајишка ударна бригада. За команданта дивизије је био именован Славко Родић, а за политичког комесара Илија Дошен.[1][13]
- Наредбом Врховног команданта НОВ и ПОЈ формиран је Први босански народноослободилачки корпус, у чији су састав ушле јединице НОВ и ПОЈ на територији Босне и Херцеговине — Четврта и Пета дивизија и Шеста источнобосанска ударна бригада. Под командом Првог босанског корпуса су били стављени и сви партизански одреди на подручју Босне и Херцеговине. За команданта корпуса био је именован Коста Нађ, политичког комесара Осман Карабеговић, а за начелника Штаба Бранко Пољанац. Корпус је маја 1943. био подељен на Први и Други босански корпус, а октобра исте године је био преименован у Трећи босански корпус.[1][12]

### 11. новембар
- У рејону села Доње и Горње Пилице, код Зворника, Шеста источнобосанска бригада и Трећи сремски партизански одред разбиле два четничка батаљона капетана Драгослава Рачића, који су представљали ударну четничку снагу на Мајевици. Сламањем четничких положаја на Пилици и Орлићу, а затим борби код манастира Тавна, четничке снаге су повукле према Дрини и прешле у Србију. У овој борби убијено је 17, а заробљено преко 100 четника и заплењена знатна количина ратне опреме. Партизански губици износили су четири мртва и осам рањених бораца.[5][14]

### 12. новембар
- У селу Брачевићу, код Мућа, по наређењу Штаба Четврте оперативне зоне Хрватске формирана је Трећа далматинска ударна бригада. У састав бригаде су ушли борци из Мосећког и Мосорског партизанског батаљона у Рогозничке партизанске чете. На дан формирања бригада је имала три батаљона, са око 560 бораца. Командни састав бригаде су чинили — Бранко Дуде командант и Мате Ујевић политички комесар. Бригада је за заслуге у току Народноослободилачког рата бригада је одликована Орденом народног хероја.[11][15]
- На Бабичкој гори, у близини села Ступнице, код Лесковца припадници Српске државне страже и четника Косте Пећанца напали делове Црнотравског партизанског одреда и нанели им губитке од шест мртвих, рањених и заробљених бораца. Међу погинулим партизанима био је и Синиша Јанић (1920—1942), власотиначки првоборац и политички комесар Бабичког партизанског одреда.[16]

### 15. новембар
- Шеста источнобосанска бригада и Трећи сремски партизански одред извршили напад на усташко-домобранско посаду и заузели Лопаре. Том приликом заробљено је преко 100 домобрана и жандарма из 6. и 8. пука домобранске Треће пешадијске дивизије. Истог дана немачке снаге из Тузле су кренуле ка Лопарама, али су их у заседи сачекали Први батаљон Шесте бригаде и Први (фрушкогорски) батаљон и приморали да се са оштећеним тенком врате у Тузлу.[17][18]

### 16. новембар
- У близини Стабанског језера, код села Стабна (Плужине) група партизана, која је због немогућности даљег опстанка на Дурмитору кренула ка Босни, упала у четничку заседу, коју су организовали четници под командом капетана Ивана Ружића. Том приликом било је заробљено 10 партизана, док су се двојица — Јован Ћоровић (1913—1942) и Богдан Котлица (1907—1942), политички и организациони секретар Месног комитета КПЈ за Шавник ступили у борбу с четницима, а када и им је понестало муниције они су последњом бомбом извршили самоубиство. Након завршетка рата, Ћоровић и Котлица су проглашени за народне хероје.[15][19][20]

### 19. новембар
- У току ноћи 18/19. новембра у Новом Саду полиција након добијања сазнања о илегалној штампарији Покрајинског комитета КПЈ за Војводину, у којој је штампан лист Слободна Војводина, опколила кућу у Кисачкој улици. Након краћег трагања они су открили улаз у базу, у којој је била смештена штампарија и позвали илегалце на предају. Илегалци су одбили да се предају и у сукобу с мађарском полицијом су погинули Бранко Бајић (1911—1942), председник Покрајинског Народноослободилачког одбора Војводине и уредник „Слободне Војводине“ и Ћира Шовљански, члан КПЈ и власник куће у којој је била смештена штампарија. Током сукоба Светозар Марковић Тоза је био рањен и заробљен, а 9. фебруара 1943. осуђен на смрт и обешен. Поред Марковића, биле су ухапшене Љубица Шовљански и Милица Марковић, Тозина супруга која је била у другом стању.[15][21]

### 22. новембар
- Наредбом Врховног штаба НОВ и ПОЈ формиране су на оперативном подручју Главног штаба НОВ и ПО Хрватске три дивизије — Шеста личка дивизија у чијем саставу су биле Прва личка, Друга личка и Трећа личка бригада; Седма банијска дивизија у чијем саставу су биле Седма банијска, Осма банијска и Тринаеста хрватска бригада и Осма кордунашка дивизија у чијем саставу су биле Четврта кордунашка, Пета кордунашка и Шеста приморско-горанска бригада. За команданте и политичке комесаре дивизија били су именовани — Срећко Манола и Раде Жигић за Шесту дивизију, Павле Јакшић и Ђуро Кладарин за Седму дивизију и Владо Ћетковић и Артур Трукулин за Осму дивизију. Истом наредбом био је формиран Први хрватски народноослободилачки корпус, у чији су састав ушле тада формиране дивизије. За команданта корпуса именован је Иван Гошњак, а за политичког комесара Већеслав Хољевац.[1][22]

### 26. новембар
- У Бихаћу од 26. до 27. новембра одржано Прво заседање Антифашистичког већа народног ослобођења Југославије (АВНОЈ), у присуству 54 делегата из Србије, Хрватске, Црне Горе и Босне и Херцеговине, док делегати из Словеније и Македоније нису могли доћи. Заседање је отворио Врховни командант НОВ и ПОЈ Јосип Броз Тито и у свом говору истакао карактер и значај АВНОЈ-а као централног политичког тела Народноослободилачког покрета (НОП) за даље вођење Народноослободилачке борбе. Током заседања су били поднети реферати — „Народноослободилачка борба и оснивање АВНОЈ-а” и „Организација АВНОЈ-а”, а на крају заседања је донета Резолуција у којој је АВНОЈ конституисан као највиши политички израз створеног чврстог јединства народа Југославије, са задатком да даље руководи борбом народа Југославије за коначно ослобођење и за пуну слободу и равноправност у братској заједници, коју нико неће моћи разорити јер ће се исковати у огњу заједничке борбе. АВНОЈ је имао осам повереништва — за просвету, народно здравље, унутрашње послове, социјалну политику, привреду, финансије, пропаганду и везу, а као главно тело АВНОЈ-а био је формиран Извршни одбор у који су били изабрани — др Иван Рибар председник; др Павле Савић, Нурија Поздерац и Едвард Кардељ потпредседници; Миле Перуничић, Иван Милутиновић, др Сима Милошевић, поп Влада Зечевић, Младен Ивековић и Веселин Маслеша чланови. Након завршетка заседања упућен је Проглас народима Југославије о оснивању АВНОЈ-а и истакнуто је да се народи Југославије морају борити фашистичког поретка који хоће да наметне окупатор и његове слуге, као и против реакционог поретка који жели да одржи избегличка Влада Краљевине Југославије.[1]
- У Арадацу, код Великог Бечкерека, услед издаје једног сарадника Народноослободилачког покрета, полиција је успела да поставила заседу и изненади Бору Микина (1909—1942), секретара Окружног комитета КПЈ за северни Банат. Бора је успео да им пружи отпор и рани једног полицијског агената, али је приликом покушаја да активира бомбу био убијен.[23]
- Први босански и Први хрватски корпус отпочели заједничка дејства у циљу уништења непријатељских посада у долини река Сане и Уне — Босански Нови, Двор и Љубија. Још пре ових дејства Пета крајишка бригада је привремено изоловала Приједор, али због недовољних припрема и слабог садејства међу корпусима непријатељ је успео да ојача своје посаде у Босанском Новом у Двору, па су ова дејства 29. новембра била обустављена.[5]
- Након дводневних борби Прва пролетерска, Трећа крајишка и Прва далматинска бригада и делови Трећег крајишког НОП одреда заузели Јајце. Интервенцијом немачке моторизоване борбене групе из Доњег Вакуфа, омогућено је извлачење дела немачке посаде из Јајца. Врховни штаб НОВ и ПОЈ је за велико јунаштво у испуњавању постављених задатака похвалио Прву далматинску ударну бригаду.[5]

### 28. новембар
- У селу Малешевци, на Мајевици, Шеста источнобосанска бригада и Трећи сремски партизански одред извршили напад (битка на Малешевцима) на четничке снаге јачине око 1.500 бораца, које су сачињавали мајевички четници Ђуре Бижића, Јове Прњатовића и Радивоја Керовића и батаљона четника са Требаве, под командом попа Димитрија Стефановића. У изненадном партизанском нападу, који се претворио у жестоку вишечасовним борбама, четници су у потпуности разбијени — убијено их је око 150 и заробљено око 600, док је остатак успео да побегне. У борби су погинули сви четнички команданти (изузев Керовића), као и капетан Жарк Милуровић, који је од четничке Врховне команде био упућен у Славонију. Партизанске снаге имале су 17 погинулих и око 30 рањених, међу којима су били политички комесар чете у Другом батаљону Исмет Капетановић (1921—1942) и десетар Четврте чете Првог батаљона Шесте бригаде Бранко Милутиновић (1917—1942), народни хероји. Победа над четницима имала је велики војно-политички значај за даљи развој Народноослободилачког покрета у североисточној Босни, а посебно на Мајевици и Семберији, с обзиром да четници до краја рата на овом подручју више нису представљали значајну војну и политичку снагу.[5][24][25][26]